# Jim Wolf
James Wolf (Tyler, 4 marzo 1952 – Beaumont, 17 dicembre 2003) è stato un giocatore di football americano statunitense che ha militato nel ruolo di defensive lineman nella National Football League (NFL).

## Carriera
Wolf fu scelto nel corso del sesto giro (149º assoluto) del Draft NFL 1974 dai Pittsburgh Steelers.  Vi giocò per una sola stagione, in cui vinse il Super Bowl IX contro i Minnesota Vikings. Chiuse la carriera disputando un'annata nel 1976 con i Kansas City Chiefs.

## Palmarès

### Franchigia
- Super Bowl : 1

Pittsburgh Steelers: IX
- American Football Conference Championship: 1

Pittsburgh Steelers: 1974